# پارک ملی ابغیلان
پارک ملی ابغیلان یک پارک ملی در لیبی است که در لیبی واقع شده‌است.